# Rombalds Moor
Rombalds Moor är en hed i Storbritannien.   Den ligger i riksdelen England, i den centrala delen av landet, 290 km norr om huvudstaden London.